# Bad Schönborn
Bad Schönborn – miejscowość i gmina uzdrowiskowa w Niemczech, w kraju związkowym Badenia-Wirtembergia, w rejencji Karlsruhe, w regionie Mittlerer Oberrhein, w powiecie Karlsruhe, siedziba wspólnoty administracyjnej Bad Schönborn. Leży w Kraichgau, nad Katzenbach, ok. 27 km na północny wschód od Karlsruhe, przy drogach krajowych B3, B292 i przy linii kolejowej Karlsruhe – Mannheim.